# Brain (комп'ютерний вірус)
Brain (англ. Мозок) — перший комп'ютерний вірус для персонального комп'ютера під управлінням операційної системи MS-DOS і перший вірус, що викликав глобальну епідемію в 1986 році. Brain був написаний двома братами з Пакистану, Базітом і Амжадом Фарук Альві з метою відстеження піратських копій їх медичного програмного забезпечення, і не був націлений на заподіяння шкоди.

## Опис
Зараження комп'ютера відбувалося шляхом запису копії вірусу в завантажувальний сектор дискети. Стара інформація переносилася в інший сектор і позначаються як «пошкоджена». Мітка тому змінювалася на «© Brain», а в завантажувальному секторі відображався наступний текст:
Welcome to the Dungeon (c) 1986 Basit & Amjads (pvt) Ltd VIRUS_SHOE RECORD V9.0 Dedicated to the dynamic memories of millions of viruses who are no longer with us today - Thanks GOODNESS!! BEWARE OF THE er..VIRUS : this program is catching program follows after these messages....$#@%$@!!
Вірус сповільнював роботу дискети і робив 7 кілобайт пам'яті недоступною для DOS. Brain написали Базіт Фарук Альві та Амджад Фарук Альві, які в той час жили в Лахорі, Пакистан. Брати повідомили журналу TIME, що вони написали його, щоби захистити своє медичне програмне забезпечення від піратства, і цей вірус повинен був націлюватися лише на захист їх авторських прав.
Brain «не вмів» працювати з розділами жорстких дисків, тому в нього була вбудована перевірка, яка не дозволяла йому заражати жорсткий диск. Це відрізняє його від багатьох вірусів того часу, що не звертали жодної уваги на розподіл дисків, обробляючи їх так само, як і дискети, і це призводило до знищення даних що зберігалися на жорстких дисках. Завдяки відносній «миролюбності» вірус часто залишався непоміченим, особливо, коли користувач не звертав увагу на уповільнення роботи дискет.
Вірус також містив повідомлення з адресою, контактними телефонами розробників і попередженням про зараження:
Welcome to the Dungeon © 1986 Basit & Amjads (pvt). BRAIN COMPUTER SERVICES 730 NIZAM
BLOCK ALLAMA IQBAL TOWN LAHORE-PAKISTAN PHONE: 430791,443248,280530. Beware of this VIRUS.... Contact us for vaccination...
Ця програма спочатку використовувалася для відстеження програми моніторингу серця для IBM PC, незаконні копії дисків якої розповсюджувалися піратами. Вона повинна була зупинити та відслідкувати нелегальні копії дисків, проте програма також іноді використовувала останні 5 кілобайт на дискеті Apple, що робило додаткові заощадження на диску іншими програмами неможливими.
Хоча його розмноження та інфікування було повільним процесом, щоби поширюватися по всій Європі та США, але це надихнуло багатьох інших розробників створити ще декілька варіантів, здатних заражати жорсткий диск, а також нові версії операційної системи.

## Реакція
Через деякий час після поширення вірусу братам стало надходити безліч дзвінків з усього світу з вимогою «вилікувати» заражені персональні комп'ютери. Вони були вражені масштабом епідемії і намагалися пояснити, що не мали на увазі ніяких шкідливих дій. Дзвінків було настільки багато, що телефонні лінії довелося відключити.
Зараз брати керують однією з найбільших в Пакистані телекомунікаційних компаній - Brain Telecommunications.
У 2011, через 25 років після появи Brain, Мікко Хайпонен з F-Secure взяв інтерв'ю у творців вірусу для зйомок документального фільму.